# Madog ap Gruffydd Maelor
Madog ap Gruffydd Maelor († 1236) war ein Fürst des walisischen Fürstentums Powys. 

## Leben
Er war der älteste Sohn von Gruffydd Maelor I und dessen Frau Angharad, einer Tochter von Owain Gwynedd. Zusammen mit seinem Bruder Owain ap Gruffydd übernahm er 1191 nach dem Tod seines Vaters die Herrschaft über das südliche Powys und wurde nach Owains Tod 1197 alleiniger Herrscher von Powys nördlich des Rhaeadr und des Tanat. Zur Unterscheidung vom südlichen Fürstentum Powys Cyfeiliog wurde sein Reich nach ihm Powys Fadog genannt.
Er war zunächst mit Llywelyn ap Iorwerth verbündet, doch ließ er seinen Cousin 1211 im Stich, als dieser 1211 im Krieg gegen König Johann unterlag. Als Papst Innozenz III. 1212 die walisischen Fürsten von ihrer Treue gegenüber dem englischen König entband, blieb er weiterhin ein Verbündeter Johanns und wurde deshalb von den anderen walisischen Fürsten als Verräter betrachtet. Erst 1215 verbündete er sich wieder mit Llywelyn, mit dem er von nun an bis zu seinem Tod verbündet blieb. Er nahm zwar 1215 nicht selbst an dem Feldzug Llywelyns durch Südwales teil, unterstützte ihn aber durch Entsendung seiner Haustruppen. Nach seinem Tod wurde Powys Fadog unter seinen fünf Söhnen aufgeteilt. Er stiftete um 1200 die Abtei Valle Crucis, das die letzte Klostergründung der Zisterzienser in Wales war und wurde dort auch beigesetzt. 
Er war mit Gwladus, einer Tochter von Ithel ap Rhys aus Gwent verheiratet. Er hinterließ mindestens fünf Söhne und eine Tochter:
- Gruffydd Maelor ap Madog
- Gruffydd Iâl
- Maredudd
- Hywel
- Madog Fychan
- Angharad